# Министр иностранных дел Республики Беларусь
Министр иностранных дел Республики Беларусь (бел. Міністр замежных спраў Рэспублікі Беларусь) — министерский пост в Совете Министров Республики Беларусь — Правительстве Республики Беларусь, отвечающий за внешнюю политику государства.

## Список руководителей ведомств иностранных дел Белоруссии с 1944 года

### Народный комиссар иностранных дел БССР
| № | Имя                         | Срок полномочий | Срок полномочий | Глава правительства                  |
| № | Имя                         | Начало          | Окончание       | Глава правительства                  |
| - | --------------------------- | --------------- | --------------- | ------------------------------------ |
| 1 | Кузьма Венедиктович Киселёв | 30 марта 1944   | 15 марта 1946   | Пантелеймон Кондратьевич Пономаренко |

### Министры иностранных дел БССР
| № | Имя                            | Срок полномочий | Срок полномочий  | Глава правительства |
| № | Имя                            | Начало          | Окончание        | Глава правительства |
| - | ------------------------------ | --------------- | ---------------- | --- |
| 1 | Кузьма Венедиктович Киселёв    | 15 марта 1946   | 14 мая 1966      | Пантелеймон Кондратьевич Пономаренко |
| 2 | Анатолий Емельянович Гуринович | 14 мая 1966     | 17 июля 1990     | Тихон Яковлевич Киселёв, Александр Никифорович Аксёнов, Владимир Игнатьевич Бровиков, Михаил Васильевич Ковалёв, Вячеслав Францевич Кебич |
| 3 | Пётр Кузьмич Кравченко         | 17 июля 1990    | 19 сентября 1991 | Вячеслав Францевич Кебич |

### Министры иностранных дел Республики Беларусь
| № | Имя                          | Срок полномочий  | Срок полномочий  | Глава правительства                                                                                                  | Глава государства                                       |
| № | Имя                          | Начало           | Окончание        | Глава правительства                                                                                                  | Глава государства                                       |
| - | ---------------------------- | ---------------- | ---------------- | --- | ------------------------------------------------------- |
| 1 | Пётр Кузьмич Кравченко       | 19 сентября 1991 | 28 июля 1994     | Вячеслав Францевич Кебич                                                                                             | Станислав Станиславович Шушкевич Мечислав Иванович Гриб |
| 2 | Владимир Леонович Сенько     | 28 июля 1994     | 13 января 1997   | Михаил Николаевич Чигирь, Сергей Степанович Линг                                                                     | Александр Григорьевич Лукашенко                         |
| 3 | Иван Иванович Антонович      | 13 января 1997   | 4 декабря 1998   | Сергей Степанович Линг                                                                                               | Александр Григорьевич Лукашенко                         |
| 4 | Урал Рамдракович Латыпов     | 4 декабря 1998   | 27 ноября 2000   | Сергей Степанович Линг, Владимир Васильевич Ермошин                                                                  | Александр Григорьевич Лукашенко                         |
| 5 | Михаил Михайлович Хвостов    | 27 ноября 2000   | 21 марта 2003    | Владимир Васильевич Ермошин, Геннадий Васильевич Новицкий                                                            | Александр Григорьевич Лукашенко                         |
| 6 | Сергей Николаевич Мартынов   | 21 марта 2003    | 20 августа 2012  | Геннадий Васильевич Новицкий, Сергей Сергеевич Сидорский, Михаил Владимирович Мясникович                             | Александр Григорьевич Лукашенко                         |
| 7 | Владимир Владимирович Макей  | 20 августа 2012  | 26 ноября 2022   | Михаил Владимирович Мясникович, Андрей Владимирович Кобяков, Сергей Николаевич Румас, Роман Александрович Головченко | Александр Григорьевич Лукашенко                         |
| 8 | Сергей Фёдорович Алейник     | 13 декабря 2022  | 27 июня 2024     | Роман Александрович Головченко                                                                                       | Александр Григорьевич Лукашенко                         |
| 9 | Максим Владимирович Рыженков | 27 июня 2024     | ныне в должности | Роман Александрович Головченко, Александр Генрихович Турчин                                                          | Александр Григорьевич Лукашенко                         |